# کایل هارپر
کایل هارپر (به انگلیسی: Kyle Harper) استاد تاریخ باستان در دانشگاه اکلاهما است. متخصص در دوران اواخر باستان، کار او بر تاریخ اقتصادی، زیست‌محیطی و اجتماعی متمرکز است. او به ویژه به دلیل ارائه توضیحات اقلیمی و اپیدمی برای افول امپراتوری روم غربی مشهور است. هارپر مورخی است که کارش تلاش می‌کند تا علوم طبیعی را در مطالعه گذشته بشر ادغام کند. زمینه‌های اصلی تحقیقاتی او شامل تاریخچه بیماری‌های عفونی و تغییرات آب و هوایی و تأثیر آنها بر جوامع بشری است. به‌طور گسترده‌تر، او در مورد تاریخ انسان به عنوان عوامل تغییرات اکولوژیکی می‌نویسد و می‌پرسد که چگونه می‌توانیم از منظر تاریخی به مسائلی مانند تنوع زیستی، سلامت و پایداری محیطی نزدیک شویم.
کایل هارپر نویسنده پایان‌نامه ای در مورد برده داری در اواخر دنیای روم است که در سال ۲۰۰۷ در دانشگاه هاروارد دفاع شد و در سال ۲۰۱۱ منتشر شد.
استادیار در دانشگاه اکلاهما از سال ۲۰۰۷ تا ۲۰۱۲، سپس دانشیار از سال ۲۰۱۲ تا ۲۰۱۴، وی از سال ۲۰۱۴ استاد کلاسیک در آنجا بوده‌است.

## پژوهش
از آغاز دهه ۲۰۱۰، کار او بر موضوعات مرتبط با آب و هوا، محیط زیست و مسائل همه‌گیری متمرکز بود. انتشارات او بدون برانگیختن بحث و جدل در مورد اهمیت آب و هوا و بیماری‌های همه‌گیری در دگرگونی امپراتوری روم نبود.
نخستین کتاب، برده داری در دنیای روم پسین، در سال ۲۰۱۱ منتشر شد و جایزه جیمز هنری برستد را دریافت کرد.
کتاب، در سال ۲۰۱۳، از شرم تا گناه: تحول مسیحی اخلاق جنسی توسط انتشارات دانشگاه هاروارد منتشر شد. جایزه برتری در مطالعات تاریخی را از آکادمی دین آمریکا دریافت کرد. از نظر هارپر، مسیحیت تفاوت عظیمی در چگونگی مفهوم‌سازی احساسات و فعالیت‌های جنسی مردان و زنان اواخر باستان ایجاد کرد. این کتاب «چگونه به اینجا رسیدیم» است که سعی دارد ریشه‌های رومی متاخر برخی از ویژگی‌های فرهنگ مسیحی مدرن (آمریکایی) را روشن کند. هارپر در پایان می‌نویسد: «این پارادوکس‌ها بخشی از تاریخ فرهنگی ما هستند، و این امید این کتاب بوده‌است که با کاوش در آنها، درک بهتری از سرنوشت ارثی که سرنوشت به ما تحویل داده‌است به دست آوریم.»
هارپر در این کتاب نشان می‌دهد، در حالی که فرهنگ جنسی رومی آشکارا و آزادانه وابسته به عشق شهوانی بود، اما به‌طور کامل از محدودیت دور نبود. توهین به اخلاق جنسی مایه شرمساری بود که از طریق محکومیت اجتماعی تجربه می‌شد. ظهور مسیحیت اساساً اخلاق رفتار جنسی را تغییر داد. در مسائل اخلاقی، قضاوت الهی از داوری فانی صرف فراتر رفت و شرم - یک مفهوم اجتماعی - جای خود را به مفهوم الهیاتی گناه داد. این درک دگرگون شده منجر به ممنوعیت صریح مسیحیت از همجنسگرایی، عشق خارج از ازدواج و فحشا شد. با این حال، عمیق‌تر از همه، ظهور اندیشه آزادی اراده در عقاید مسیحی بود، که عقیده داشت همه اعمال انسان، از جمله رفتار جنسی در برابر جهان روحانی، نه فیزیکی، مسئول هستند. در حالی که رومی‌ها ازدواج را برای هدف عملی ترویج تولید مثل و تداوم نظم اجتماعی تشویق می‌کردند، مسیحیان ازدواج را به عنوان بهترین چیز بعدی برای کسانی که ضعیف‌تر از آن بودند که از رابطه جنسی کاملاً خودداری کنند، که به عنوان آرمان در نظر گرفته می شد.  نگرانی‌های رومی‌ها  وقف  زمینی بود، در حالی که  کمال مطلوب مسیحی عفاف در جهت اطمینان از رستگاری در زندگی پس از مرگ.
این منطق عنوان کتاب را توضیح می‌دهد:
میراث مسیحیت در انحلال یک سیستم باستانی نهفته‌است که در آن موقعیت و بازتولید اجتماعی شرایط اخلاق جنسی را نوشته‌است… شرم یک مفهوم اجتماعی است که در عواطف انسانی مصداق دارد. گناه یک مفهوم الهیاتی است. آنها مقوله‌های مختلفی از تحریم‌های اخلاقی را نشان می‌دهند. نکته اینجاست: گذار از اخلاق جنسی کلاسیک متأخر به اخلاق جنسی مسیحی نشانگر یک تغییر سرمشق و الگویی مسلط و چهارچوبی فکری و فرهنگی است، یک جهش کوانتومی (تغییر مدار انرژی توسط ذره) به منطق بنیادی جدید اخلاق جنسی، که در آن کائنات، جایگزین «شهر» به عنوان چارچوب اخلاق شد.
کتاب، در سال ۲۰۱۷ با عنوان سرنوشت روم: آب و هوا، بیماری و پایان یک امپراتوری توسط انتشارات دانشگاه پرینستون منتشر شد و پس از آن به ۱۲ زبان ترجمه شد. اولین کتابی است که به بررسی نقش فاجعه بار تغییرات آب و هوایی و بیماری‌های عفونی در فروپاشی قدرت روم می‌پردازد - داستانی از پیروزی طبیعت بر جاه‌طلبی انسان. کایل هارپر با آمیختن یک روایت تاریخی بزرگ با علم آب و هوای پیشرفته و اکتشافات ژنتیکی، چگونگی سرنوشت روم را نه تنها توسط امپراتورها، سربازان و بربرها، بلکه توسط فوران‌های آتشفشانی، چرخه‌های خورشیدی، بی‌ثباتی آب و هوا، و ویروس‌های ویرانگر تعیین می‌کند. باکتری‌ها سرنوشت روم شرحی است جامع از اینکه چگونه یکی از بزرگ‌ترین تمدن‌های تاریخ با بار انباشته خشونت طبیعت روبرو شد و تحمل کرد، اما در نهایت تسلیم شد.
کتاب، شناخته‌شده‌ترین اثر او در سال ۲۰۱۹ با عنوان چگونه امپراتوری روم فروپاشید: آب و هوا، بیماری و سقوط روم به فرانسوی ترجمه و منتشر شد که فروپاشی را تداعی می‌کند. که کایل هارپر از آن دفاع نمی‌کند. این اثر جایگاه اپیدمی‌ها (طاعون آنتونین (بین سال‌های ۱۶۵ تا ۱۸۰ میلادی)، طاعون قبرس و سپس طاعون ژوستینین) و عصر یخبندان کوچک را در سقوط جمعیت و به هم ریختگی امپراتوری برجسته می‌کند.
کتاب طاعون بر زمین: بیماری و سیر تاریخ بشر تاریخچه تاریخی انسان‌ها و میکروب‌های آنهاست. کایل هارپر با ترکیب یک روایت بزرگ از تاریخ جهانی با بینش‌هایی از ژنتیک پیشرفته، توضیح می‌دهد که چرا مخزن بیماری‌های خطرناک منحصربه‌فرد بشریت عمیقاً در گذشته تکاملی ما ریشه دارد و چرا رشد آن با پیشرفت فناوری تسریع می‌شود. او نشان می‌دهد که داستان بیماری با تاریخ برده‌داری، استعمار و سرمایه‌داری عجین شده‌است و تأثیرات پایدار طاعون‌های تاریخی را در الگوهای ثروت، سلامت، قدرت و نابرابری آشکار می‌کند. او همچنین داستان فرار بشریت از بیماری عفونی را روایت می‌کند - پیروزی که زندگی را آنطور که می‌دانیم ممکن می‌کند، در عین حال محیط را بی‌ثبات می‌کند و بیماری‌های جدید را پرورش می‌دهد. وسعت پانوراما، طاعون بر روی زمین نقش بیماری را در گذار به کشاورزی، گسترش شهرها، پیشرفت حمل و نقل و افزایش خیره کننده جمعیت انسانی نشان می‌دهد. هارپر تفسیر جدیدی از مسیر بشریت برای کنترل بیماری‌های عفونی ارائه می‌کند - تفسیری که در آن تهدیدهای فرگشتی فزاینده دائماً پیشرفت انسان را عقب می‌اندازند و اثرات مخرب مدرنیزاسیون به واگرایی بزرگ بین جوامع کمک می‌کند. این کتاب یادآوری می‌کند که سلامت انسان در سطح جهانی به یکدیگر وابسته است و از رفاه خود سیاره جدایی‌ناپذیر است.
کتاب آخرین حیوان، تاریخ انسان‌ها و حیوانات دیگر است که بر روش‌هایی تأکید دارد که حیوانات دیگر در موفقیت ما به عنوان انسان نقش داشته‌اند، و راه‌هایی که خطری برای تنوع زیستی جهانی در حد فاجعه بارترین وقایع در جهان است.
اگرچه این نشریه عموماً با استقبال مثبت مواجه شد، اما چندین محقق از آن انتقاد کرده‌اند، به‌ویژه در مورد توجه ناکافی داده‌های باستان‌شناسی، و تعمیم مضر برای ویژگی‌های محلی. به این بحث علمی با پاسخ کایل هارپر بیشتر دامن زده شد. در فرانسه، در مقاله‌ای که در فیگارو منتشر شده‌است، استفان راتی، استاد تاریخ اواخر دوران باستان در دانشگاه  بورگوندی گروه فرانچ-کونت، از کایل هارپر به خاطر فاجعه‌گرایی مرتبط با رویدادهای جاری انتقاد می‌کند.